# Braye-en-Thiérache
Braye-en-Thiérache település Franciaországban, Aisne megyében. Lakosainak száma 133 fő (2022. január 1.). Braye-en-Thiérache Burelles, Harcigny, Hary, Nampcelles-la-Cour, Tavaux-et-Pontséricourt, Thenailles és Vigneux-Hocquet községekkel határos.

## Népesség
A település népességének változása:
| Lakosok száma | 278  | 172  | 175  | 154  | 132  | 141  | 146  | 147  | 142  | 133  |
|               | 1968 | 1982 | 1990 | 2006 | 2013 | 2015 | 2017 | 2019 | 2020 | 2022 |